# Satyrium humile
Satyrium humile är en orkidéart som beskrevs av John Lindley. Satyrium humile ingår i släktet Satyrium och familjen orkidéer. Inga underarter finns listade i Catalogue of Life.